# Jeroen Goossens
Jeroen Goossens (Ulvenhout, 25 december 1971) is een Nederlands dwarsfluitist bij Flairck, die onder andere speelde bij de folkband Pater Moeskroen en bij de symfonische rockband Ayreon regelmatig meewerkt aan CD´s.

## Opleiding
Als klein jongetje wil Jeroen graag dwarsfluit leren spelen, maar hij moet eerst verplicht naar blokfluitles. Als hij 11 jaar is mag hij dan eindelijk met de dwarsfluitlessen beginnen bij de Ulvenhoutse harmonie Constantia, waar hij ook piccolo leert spelen. Ook maakte hij deel uit van het jongerenkoor van Ulvenhout, een koor dat hij later is gaan dirigeren. Goossens studeerde aan het conservatorium en studeerde cum laude af. In het interview met de Gazet, het fanclubblad van Pater Moeskroen, vertelt hij over het examen: "Het examen van het conservatorium bestaat normaal alleen uit 45 minuten klassiek. Ik was toen al veel met Flairck bezig geweest en was daarom niet zo bezig geweest met klassiek. Uiteindelijk heb ik dan 40 minuten klassiek gedaan en daarna nog 60 minuten een heel ander genre met Flairck, die op mijn examen ook mochten meespelen. Dat laatste had nog al wat voeten in de aarde. Mijn leraar heeft de directie moeten overhalen dat het mocht want dat is normaal niet mogelijk. Hij vond dat ik de kans moest krijgen om te laten zien waar mijn kwaliteiten echt lagen. Mijn klassieke stuk was eigenlijk niet goed genoeg, daar had ik ook te weinig op gestudeerd, maar door het stuk met Flairck heeft de examencommissie gezien dat het wel goed zat. Deze commissie zit dan met zijn zessen in het midden van de zaal tussen allemaal bekenden en familieleden. Ik ben cum laude geslaagd. Ik wilde alleen niet dat er van mijn examen audio- of video-opnamen werden gemaakt."

## Activiteiten
Voordat Goossens bij Pater Moeskroen komt speelt hij eerst bij Flairck in theaters. Ondanks het feit dat heel veel al van tevoren vast lag qua dans en composities heeft was Goossens dankbaar dat hij bij Flairck de kans kreeg om zich daar te ontwikkelen. Jeroen heeft ook nog goed contact met Erik Visser. De overstap van Flairck naar Pater Moeskroen heeft velen in de theaterwereld ook erg verbaasd. Over deze overstap vertelde hij in de Gazet : "Ik ben door Ton benaderd. We kenden elkaar niet, maar we kwamen uit hetzelfde dorp. Zodoende had Ton weleens van mijn naam gehoord. Ik was op dat moment voorzichtig aan het kijken of ergens anders terechtkon. Ik was nog niet bij Flairck weg want ik wilde niet eerst mijn oude schoenen weggooien voordat ik nieuwe had. Ik ging daarom ook de auditie in met het idee “ik zie wel, en als ik erdoorheen kom kijk ik wel of ik het ga doen”. Er was al een auditieronde geweest en toen ik kwam moest ik o.a. Darwin en Nessie spelen. Ik had gehoord dat ze multi-instrumentalisten zochten dus had ik veel “toeters” meegenomen. Uiteindelijk waren ze erg tevreden maar de paters waren wel benieuwd waarom ik de overstap van Flairck ging maken, want die begrepen het ook niet helemaal. Andere mensen om mij heen snapte er niks van omdat ze alleen Roodkapje kenden. Pas als zo iemand de paters had gezien dan gaven ze me gelijk."
Bij Pater Moeskroen was zijn eerste theatershow Diddelidee, en deze show moest Iers klinken. Hierdoor werden er voor het eerst geen saxen gebruikt en kwamen er meer fluiten, iets dat Goossens op het lijf geschreven was. In de show gebruikt hij zijn favoriete fluit shakuhachi in een hercompositie van Dublin en dat is een apart effect. In de daaropvolgende shows komt er ook een grote diversiteit aan fluiten op het podium en laat Goossens zien dat je ook met een fagot kan rocken.
Goossens heeft bijgedragen op 4 cd’s van de band Ayreon en valt af en toe in bij Zenga. Deze veelzijdigheid is iets wat ook bij Pater Moeskroen te zien is. Zo is in de show Zee te zien dat hij ook een snaarinstrument speelt, al is het maar 1 akkoord. Goossens is buiten het podium erg gesteld op zijn eigen privéleven. In februari 2006 heeft hij Pater Moeskroen verlaten.
Goossens heeft meegewerkt aan de filmmuziek van Ober. Met ingang van het nieuwe theaterseizoen gaat Jeroen Goossens terug naar Flairck.